# Courbette
Courbette é uma comuna francesa na região administrativa de Borgonha-Franco-Condado, no departamento de Jura. Estende-se por uma área de 2,65 km². Em 2010 a comuna tinha 48 habitantes (densidade: 18,1 hab./km²).